# Будівництво 601 і ВТТ
Будівництво 601 і ВТТ — підрозділ, що діяв в системі виправно-трудових установ СРСР.
Організований 25.04.49;

закритий 14.05.53 (перейменований в Воронінський ВТТ)

## Підпорядкування і дислокація
- ГУЛПС з 25.04.49;
- ГУЛАГ МЮ з 02.04.53

Дислокація: м. Томськ

## Виконувані роботи
- будівництво Зауральського машинобудівного заводу[1] , ТЕЦ, розширення Томської ГЕС,
- будівництво заводу «Д-6»,
- будівництво заводів «СУ-1», «Б» і «И», житлового селища,
- обслуговування шпалопросочувального заводу МПС в Томську до 23.06.50,
- будівництво таборів для ОВТК УМВС по Томській обл., казарм спеціальних частин ГУВО МГБ при комбінаті 816,
- будівництво Політехнічного інституту, житлових будинків, 2-х ДОКів, 3-х цегельних і шлакоблочного заводів, заводу ЗБВ
- будівництво об'єктів Томського державного університету, водонасосної станції,
- лісозаготівлі і деревообробка,
- гравійний кар'єр, авторем. майстерні, ремонтно - механічний завод,
- с/г роботи в радгоспі «Заварзіно» і в підсобному господарстві «Меженіновка»,
- будівництво залізничної гілки і тупиків, автодоріг, розчинного заводу, заводу армопенобетонних виробів і військового містечка на 2 полки,
- обслуговування заводів з виробництва будівельних матеріалів

## Чисельність з/к
- 01.12.49 — 11 007,
- 01.01.50 — 10 912,
- 01.01.51 — 16 669,
- 01.01.52 — 22 238,
- 01.01.53 — 33 983,
- 01.04.53 — 31 808